# Гюстров
Гюстров (на немски: Güstrow) е град в окръг Росток в Мекленбург-Предна Померания, Германия, с 28 845 жители (2015).
Гюстров се намира на около 40 km южно от Росток на река Небел.